# Округ Кинг Џорџ (Вирџинија)
Кинг Џорџ (енгл. King George County) је округ у америчкој савезној држави Вирџинија.

## Демографија
По попису из 2010. године број становника је 23.584, што је 6.781 (40,4%) становника више него 2000. године.
| Група             | 2000.          | 2010.          |
| Белци             | 12.856 (76,5%) | 17.603 (74,6%) |
| Афроамериканци    | 3.148 (18,7%)  | 4.214 (17,9%)  |
| Азијати           | 169 (1,0%)     | 274 (1,2%)     |
| Хиспаноамериканци | 301 (1,8%)     | 790 (3,3%)     |
| Укупно            | 16.803         | 23.584         |